# New Mexico State Route 29
Die New Mexico State Route 29 (kurz NM 29) ist eine State Route im US-Bundesstaat New Mexico, der in Nord-Süd-Richtung verläuft.
Die State Route beginnt an der New Mexico State Route 17 in Chama und endet nur einen Kilometer später.